# Nässjagöl
Nässjagöl är en sjö i Vetlanda kommun i Småland och ingår i Emåns huvudavrinningsområde. Sjön är 3,3 meter djup, har en yta på 0,028 kvadratkilometer och befinner sig 180 meter över havet.